# Turističko-ugostiteljska škola Split
Turističko-ugostiteljska škola Split je splitska srednja škola koja djeluje u Spinutu na adresi Antuna Gustava Matoša 60.

## Povijest
"Ugostiteljska škola s praktičnom obukom" osnovana je u Splitu 1. rujna 1960. god. Te godine imala je po jedan odjel 1., 2. i 3. razreda. Prvi razredni odjel upisan je u Splitu prije početka školske godine 1960./61., a 2. i 3. razredni odjel sastavljeni su od učenika s područja općina Split, Trogir, Sinj, Omiš i Imotski koji su do tada pohađali istu školu u Dubrovniku i Opatiji.
Razredni odjeli bili su kombinirani i u njima su se učenici pripremali za zanimanja konobar i kuhar. U isto vrijeme osnovan je "Ugostiteljski đački dom", ali nije bio u sastavu škole. Svake nove školske godine broj razrednih odjeljenja se povećavao. Već školske godine 1966./67. svaki razred imao je po sedam razrednih odjela. Školovanje za zanimanje konobar i kuhar trajalo je tri godine.
Od 1. ožujka 1969. škola mijenja naziv u "Ugostiteljski školski centar". Tada je tom centru priključen đački dom, a imao je i područna odjeljenja u Starom Gradu na Hvaru i u Bolu na Braču.
Sredinom 70-ih godina uvodi se nova reforma u srednjim školama. Uz krupne promjene u nastavnim planovima i programima donose se i odluke o spajanju više škola u jednu veliku školsku cjelinu. Tako je 1. travnja 1978. godine došlo do spajanja "Ugostiteljskog" i "Trgovinskog školskog centra", te "Ekonomske" i "Upravno- birotehničke škole" u jedan novi srednjoškolski centar koji dobiva naziv "Centar za odgoj i obrazovanje Ante Jonić". Tu se od tada zajedno školuju učenici raznih profila i zanimanja: konobar, kuhar, slastičar, hotelska domaćica, hotelijersko-turistički radnik, trgovac, skladištar, aranžer, srednji ekonomist, ekonomist za računovodstveno - financijske poslove, upravni referent, daktilograf i dr. Nastavni programi su izrazito prožeti ideologijom marksizma, socijalizma i komunizma. Pedagoška uloga škole se sve više zanemaruje i ona gubi na društvenom ugledu, a tako i djelatnici škole.
Kako bi se postojeće stanje dijelom ublažilo, jer je postalo očito da takvi srednjoškolski centri ne mogu uspješno djelovati, dolazi do njihove djelomične diobe. Od tadašnjeg Centra 31. prosinca 1985. godine nastaju dva nova Centra. Osniva se zaseban "Centar za ekonomska i upravno- birotehnička zanimanja", dok turističko-ugostiteljska i trgovačka zanimanja ostaju zajedno zadržavajući raniji naziv "Centar za odgoj i obrazovanje Ante Jonić".
Nakon provedenih prvih slobodnih demokratskih izbora i dolaskom demokratske vlasti, te osamostavljivanjem naše države, odmah su uočeni svi raniji promašaji u prosvjeti. Stoga se donose odluke o korjenitim promjenama u srednjim školama, kao i u nastavnim planovima i programima. Ponovno se osnivaju ranije ukinute gimnazije, te strukovne i stručne škole. Odlukom Ministarstva za prosvjetu, kulturu i šport Republike Hrvatske o novoj mreži škola raniji centri se ukidaju, a umjesto njih osnivaju se manje samostalne škole. U njima uz usvajanje znanja i novih tehnologija u prvi plan dolazi pedagoško djelovanje. Donesen je i novi Zakon o srednjim školama u Republici Hrvatskoj koji potvrđuje novu koncepciju našeg školstva koje teži što bržem približavanju školstvu Zapadne Europe, zadržavajući naše specifičnosti i tradiciju.
Slijedom svega naprijed iznesenog, Skupština općine Split na svojoj 14. sjednici, održanoj dana 17. rujna 1992. godine, donijela je rješenje o ukidanju Centra za odgoj i obrazovanje Ante Jonić i osnivanju dviju novih škola Turističko-ugostiteljske i Trgovačke škole. Obje škole nastavljaju rad u dotadašnjoj zgradi do 2002. godine kada se te dvije škole i fizički odvajaju te nastavljaju rad u zasebnim školskim zgradama.

## Poznati ljudi
- Nikola Vlašić, hrvatski nogometaš[2]
- Zorica Kondža, hrvatska pjevačica[2]
- Petar Grašo, hrvatski pjevač[2]

## Vanjske poveznice
- Službene stranice
- Stare službene stranice  Arhivirana inačica izvorne stranice od 7. srpnja 2020. (Wayback Machine)
- Srednja.hr
- Facebook